# M2001
М2001 (M-84AB1/M-84AS) — сербский основной боевой танк. Является глубокой модернизацией югославского танка М-84. М-84АС представлен общественности в 2004 компанией «Југоимпорт-СДПР» под названием «М-84АБ1». Затем переименован в «М-84АС». Модернизация заключалась в установке динамической защиты «Контакт-5» и комплекса оптико-электронного подавления «Штора-1», которые были приобретены в России. Также на танк был установлен новый двигатель, СУО, КУВ (комплекс управляемого вооружения). Танк по характеристикам в целом соответствует Т-90С, и предлагается на экспорт в Кувейт и другие страны. Модернизацию проводила компания Југоимпорт-СДПР в сотрудничестве с УВЗ и НИИ Стали. Новый танк имеет возможность стрельбы противотанковыми ракетами с лазерным наведением через ствол пушки, обеспечивающие точную стрельбу по целям на дальностях до 6 км. Танк имеет подкалиберные снаряды с сердечником из тяжелых металлов, а также ракеты с разделяющимися боеголовками, основной задачей которого является борьба с современными танками защищёнными композитной бронёй. В Сербии планируется подвергнуть модернизации все существующие М-84 до уровня М-84АС. Танк имеет параллели с T-72M1M — модернизации Т-72 от 2005 года, проводившегося в России.

## Тактико-технические характеристики
- Экипаж: 3 человека (командир, механик-водитель и оператор-наводчик)
- Боевая масса: 45 т
- Длина с пушкой: 9,53 м
- Длина корпуса: 6,86 м
- Ширина: 3,78 м
- Высота: 2,23 м
- Двигатель: В-46-ТК или В-46-ТК1
- Мощность двигателя: 1000 л. с. (В-46-ТК) или 1200 л. с. (В-46-TK1)
- Удельная мощность: 16,3 кВт/т (V-46-ТК), или 19,6 кВт/т (V-46-TK1)
- Наибольшая скорость: 65 км/ч (V-46-ТК) или 72 км/ч (V-46-TK1)
- Боевой радиус: 500—650 км (по шоссе)
- Мощность/Вес: ~ 22,72 л. с. / т
- Удельное давление на поверхности: 0,88 кг/см²
- Вооружение:
  - Пушка: 125-мм 2А46М
  - Зенитный пулемёт: 12,7-мм Застава М87
  - Спаренный пулемёт: 7,62-мм Застава М86
- Боекомплект:
  - 36 снарядов (22 в автомате заряжания) калибром 125 мм.
  - 5—6 противотанковых ракет 9М119М Рефлекс.
  - 300 патронов 12,7 мм.
  - 1750 патронов 7,62 мм.
- Броня: эквивалентна гомогенной броне 700—730 мм от БОПС и 1100—1300 мм от кумулятивного боеприпаса (по сравнению с М-84: 450 мм от БОПС, 600 мм для кумулятивного боеприпаса. И Т-90: 850—880 мм от БОПС и 1100—1300 мм от кумулятивного боеприпаса.).